# MacRitchie-Stausee

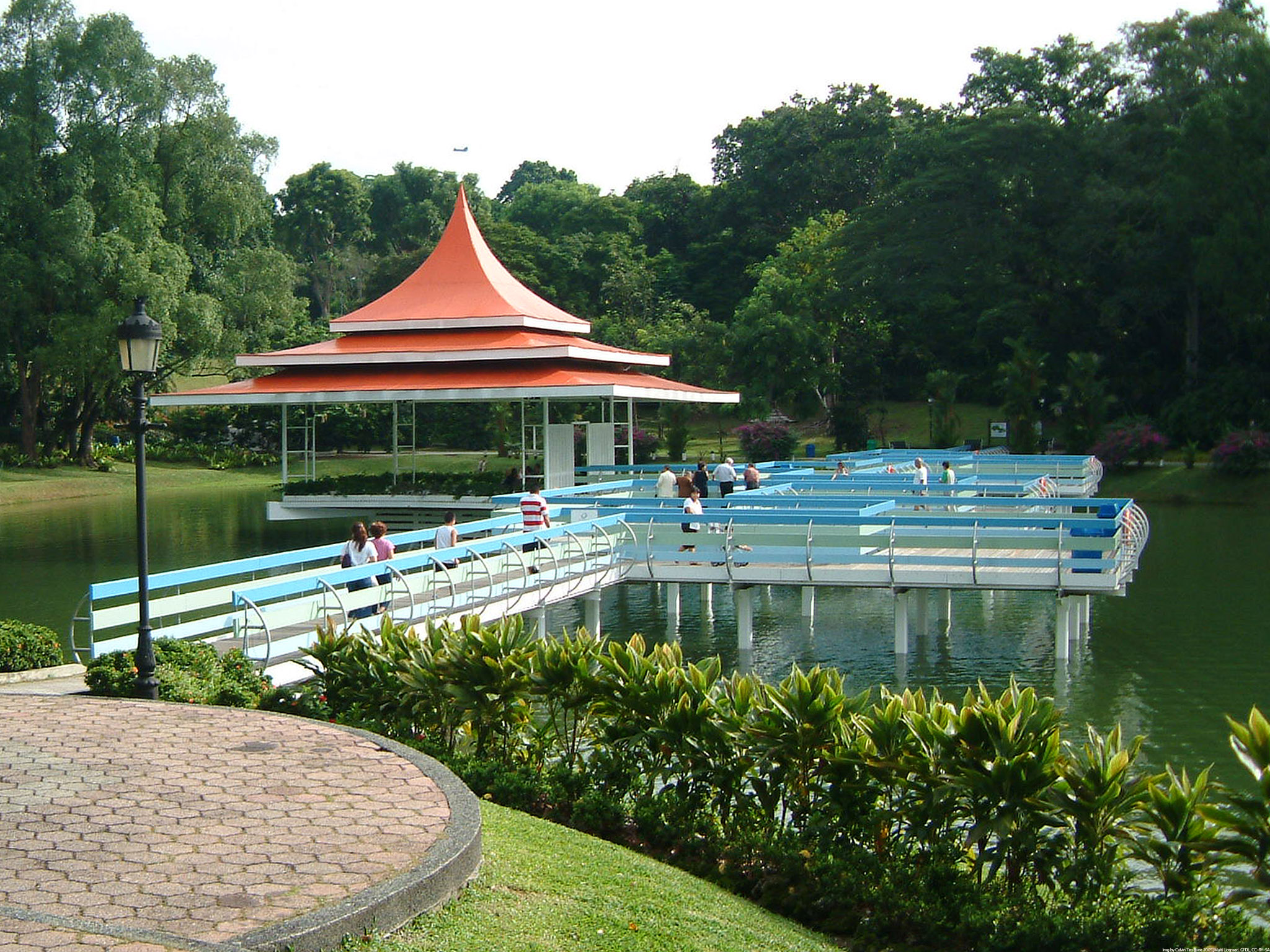
Pavillon am MacRitchie-Stausee

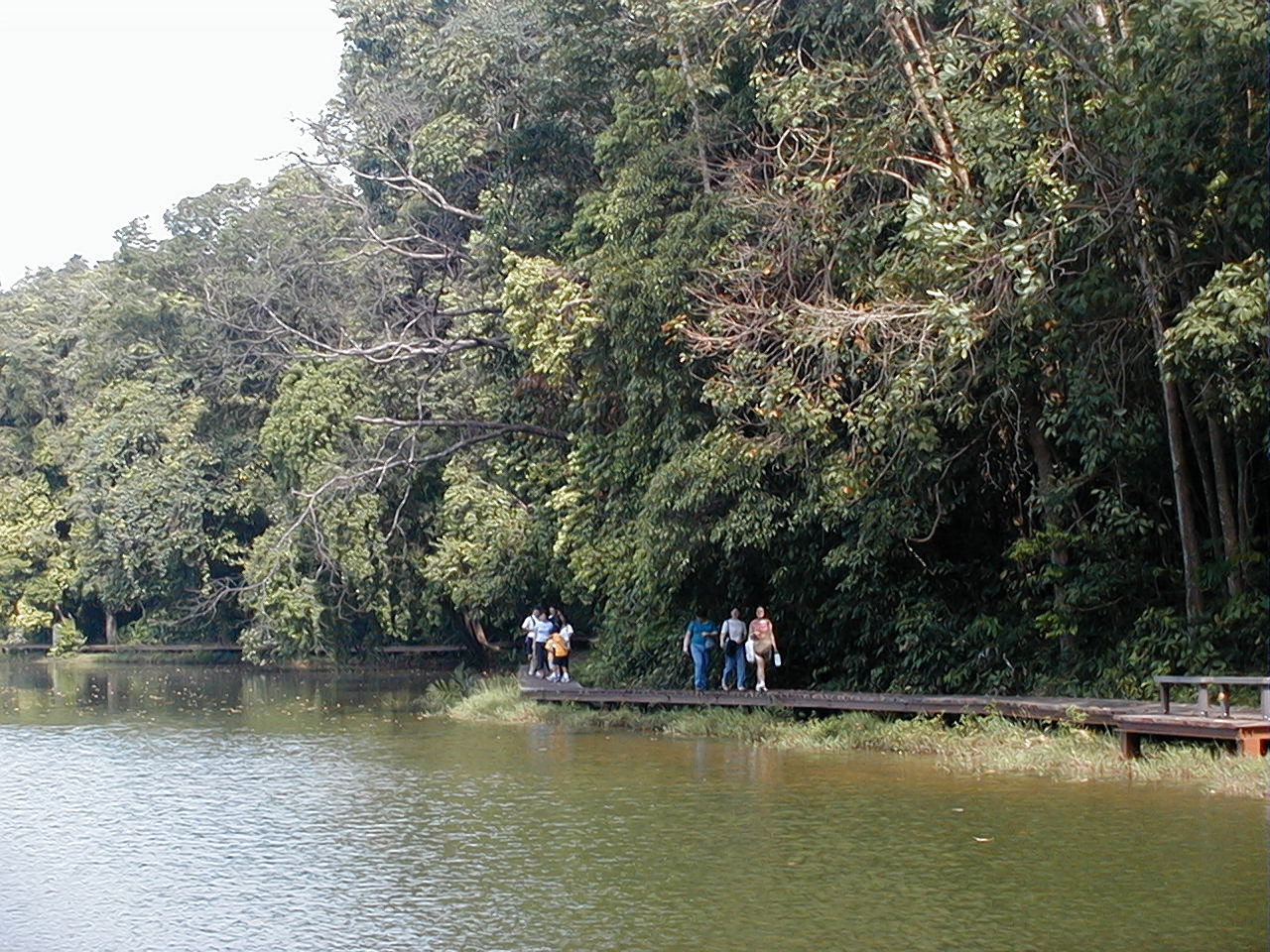
Uferweg am Wald

Der MacRitchie-Stausee (Chinesisch: 麦里芝蓄水池, Pinyin: Maìlǐzhī Xùshuǐchí) ist Singapurs ältester Stausee. Er wurde 1868 mit einem Erdwall gebaut und war auch unter der Bezeichnung Erdwallstausee oder Thomson-Stausee bekannt.

## Geschichte
Bis Anfang des 19. Jahrhunderts war der größte Teil von Singapurs Hauptinsel von Urwald bedeckt. Bald nach Gründung der ersten britischen Siedlung im Jahr 1819 gab es eine Nachfrage nach frischem Wasser. Doch es sollte noch Jahrzehnte bis zum Aufbau einer Trinkwasserversorgung dauern.
Zwischen 1820 und 1870 wurde ein wesentlicher Teil des Urwaldes gerodet, um Singapur zu einem wichtigen Handelsplatz zu entwickeln. 1886 war nur noch 10 % der ursprünglichen Waldfläche vorhanden. Den ersten Vorschlag zum Bau eines Trinkwasserreservoirs gab es bereits 1823, doch erst 1857 schien – vor allem durch die finanzielle Unterstützung seitens des chinesischen Geschäftsmanns Tan Kim Seng – genug Geld für den Bau eines Stausees vorhanden zu sein. Die Kosten wurden auf 100.000 US-Dollar geschätzt. Mit dem Tod von Tan Kim Seng 1864 kamen die Bauarbeiten zum Erliegen und konnten wahrscheinlich erst 1868 abgeschlossen werden. Die Installation der Wasserpumpen und Leitungen wurden jedoch erst 1877 beendet, was dazu führte, dass das Vertrauen der Öffentlichkeit in die Fähigkeit der Regierung angeschlagen war.
Im Jahre 1882 wurde ein Brunnen zu Ehren von Tan Kim Seng errichtet. 1891 wurde das Fassungsvermögen des Sees, der jetzt Thomson-Stausee nach seinem Erbauer, dem britischen Ingenieur John Turnbull Thomson, genannt wurde, auf 2,11 Millionen Kubikmeter erweitert. Der Ingenieur James MacRitchie leitete diesen Ausbau, der 32.000 US-Dollar kostete, und der Stausee wurde ihm zu Ehren im Jahr 1922 umbenannt.
Allerdings reichte die Versorgungsleistung von 18.000 Kubikmeter pro Tag nicht aus, um die Nachfrage zu erfüllen. Andere Trinkwasservorräte wurden 1912 bzw. 1920 erschlossen. Allerdings erkannte die Regierung, dass Singapur nicht in der Lage war, seine eigenen Frischwasserbedarf zu decken. Im Jahr 1927 wurde ein Wasservertrag mit dem Sultan von Johor unterzeichnet. Singapur erhielt seine erste Lieferung von Wasser aus Johor im Jahr 1932.
Die Entwicklung des MacRitchie Reservoirs konnte das Sterben des Waldes rund um den Bereich aufhalten. Der Wald wurde als Wassereinzugsgebiet unter Schutz gestellt.
Während des Zweiten Weltkrieges baute die japanische Armee, die Singapur besetzt hatte, einen Shintō-Schrein, Syonan Jinja, in der Mitte des MacRitchie-Gebietes. Bei der Rückeroberung Singapurs wurde das Heiligtum zerstört, entweder von britischen Soldaten, oder von den Japanern selbst. Die Nationale Denkmalschutzbehörde stellte den Ort im Jahr 2002 unter Schutz.

## Heutiger Zustand
Mehr als ein Quadratkilometer Urwald ist noch im Central Catchment Nature Reserve erhalten, vor allem um den MacRitchie-Stausee. Hier wachsen Gummibäume, und Reste der Plantagen aus dem 19. Jahrhundert sind noch an den Rändern um den Stausee zu sehen.
Es gibt Wege auf Holzstegen vorbei am Rande des malerischen Sees und Wanderwege durch den Wald. Sie haben jeweils eine Länge von 3 bis 11 km. Schilder entlang der Wege ermöglichen eine self-guided Tour entlang den Rändern des MacRitchie-Waldes.